# مدرسه‌های غواصی بین‌الملل
اسکوبا اسکولز اینترنشنال به (انگلیسی Scuba Schools International یا SSI) یک سازمان آموزشی غواصی است. SSI هم‌اکنون در ۱۱۰ کشور جهان و در بیش از ۲۵۰۰ موقعیت بین‌المللی و بیش از 35 مرکز اصلی خدمات رسانی در سراسر دنیا مشغول به فعالیت می‌باشد.
مربیان SSI به صورت مستقل قادر به فعالیت نبوده و باید زیر نظر یک مدرسه غواصی SSI فعالیت خود را ادامه دهند

این سازمان آموزشی برنامه‌های آموزشی غواصی موجود در جهان را برای تمام سطوح ارائه می‌دهد. همچنین SSI برنامه‌های آموزشی برای کودکان و نوجوانان ۸ تا ۱۲سال که به نام اسکوبا رنجرز خوانده شده‌است را نیز ارائه می‌دهد.
گواهینامه‌ها و برنامه‌های آموزشی SSI در سراسر جهان معتبر و به عنوان یک عضو شورای جهانی آموزش غواصی تفریحی و فدراسیون زیر آبی اروپا و سازمان جهانی استاندارد به رسمیت شناخته شده‌است.
تفاوت عمده بین SSI و سازمانهای دیگر آموزش غواصی مانند NAUI , CMAS , BSAC و دیگران این است که دوره‌های SSI برگرفته و کپی شده از دوره‌های آموزشی PADI و بر اساس استانداردهای غواصی در نظر گرفته شده‌است و برای اطمینان از کیفیت آن در سراسر جهان تحت پوشش شورای جهانی آموزش غواصی تفریحی قرار گرفته‌است.
دوره های SSI به نسبت دیگر سازمان های آموزشی ارزانتر و کوتاه تر است و در هزینه های شما صرفه جویی میشود  . همچنین دوره های آنلاین زیادی در SSI وجود دارد . همچنین دوره ها بر اساس سرعت و دقت یادگیری دانشجوی غواص تا 20 درصد میتواند تغییر کند
اسکوبا اسکولز اینترنشنال گواهینامه ISO در رابطه با استانداردهای غواصی را در اول ژوئن ۲۰۱۰ دریافت کرد.
دفتر مرکزی SSI در فورت کالینز، کلرادو است و توسط رابرت کلارک در سال ۱۹۷۰ تأسیس شد. او از پیشگامان آموزش حرفه ای نابینایان بود.
SSI در سال 2008، توسط Doug McNeese صاحب NASDS و رابرت استس (مدیر Scubapro و Seemann Sub) خریداری شد.
در ژانویه 2014 اسکوبا اسکولز اینترنشنال یا SSI توسط کمپانی MARES ایتالیا که یکی از تولید کنندگان تجهیزات غواصی است جهت تبلیغات و انجام بازاریابی محصولات خود به مبلغ 4.9 میلیون یورو خریداری شد.